# Wertschöpfungskreis
Der Wertschöpfungskreis nach GÜNTHER ist eine Weiterentwicklung der Wertkette (Value Chain). Jede Produktion beansprucht die Versorgungsfunktion (Umwelt als Ressourcenlieferant) und die Trägerfunktion  der Umwelt (Umwelt als Aufnahmemilieu) und steht daher in unmittelbarer Verbindung zu Beschaffung, Absatz bzw. Entsorgung. 

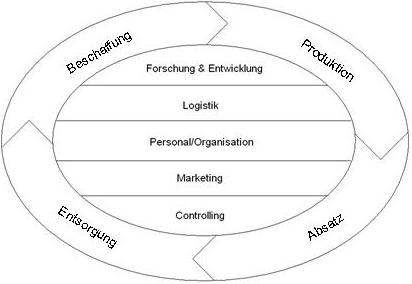
Wertschöpfungskreis (in Anlehnung an GÜNTHER 2008)

## Definition
In Anlehnung an Porter Michael E. Porter werden die Primären Aktivitäten, die sich auf den eigentlichen Leistungserstellungsprozess beziehen, laut Günther in Beschaffung, Produktion, insbesondere ökologieorientierte Produktion, Absatz und Entsorgung unterteilt.
Forschung & Entwicklung, Logistik, Personal & Organisation, Marketing und Controlling wirken bereichsübergreifend und unterstützend und stellen die Sekundären Aktivitäten dar.

## Begründung
Die Produktverantwortung und die damit verbundene ökologische Verantwortung der Unternehmen setzten eine Betrachtung des gesamten Produktlebenszyklus voraus. Tiefe Einsicht führt jedoch nicht zu einer Änderung unternehmerischen Verhaltens. Hingegen  schaffen verbesserte chemische Nachweisverfahren und zusätzliche gesetzliche Auflagen neue Anforderungen zur Entsorgung vieler organischer, anorganischer und metallischer Reststoffe und Beimengungen, die erhebliche Auswirkung auf die Produktionskosten haben. Ein weiteres Moment sind gesetzliche Rücknahmeverpflichtungen, mit denen die Produkte selbst am Ende ihrer Lebensdauer zum Entsorgungsobjekt werden.
Aufgrund diverser gesetzlicher Anforderungen, gesellschaftlicher Entwicklungen und der resultierenden ökonomisch getriebenen Ökologieorientierung von Unternehmen gewinnt das Modell der Kreislaufwirtschaft stetig an Bedeutung. Außer den im Produktionsprozess anfallenden Kondukten und Abfällen muss auch die im Kreislaufwirtschafts- und Abfallgesetz verankerte Produktverantwortung der Unternehmen und der damit verbundenen schadlosen Entsorgung der Produkte nach ihrer Verwendung berücksichtigt werden. Folglich erfordert eine ökologische Unternehmensausrichtung die kreislaufförmige Gestaltung der Stoff- und Informationsflüsse Braungart/McDonough entwickelten den Cradle-to-Cradle-Ansatz (sinngemäß: „Von der Wiege zur Wiege“), um die Vorteile natürlicher Systeme für die Entwicklung von Produkten zu nutzen. Durch die Integration des Funktionsbereiches der Entsorgung und der damit verbundenen Einbeziehung des ökologischen Faktors wird die Wertkette nach Porter zu einem Wertschöpfungskreis erweitert. Diesbezüglich existieren in der Literatur verschiedene Weiterentwicklung, u. a. Zahn/Schmid, dessen Wertschöpfungsring den Recycling-Aspekt hervorhebt.
Im Gegensatz zur Wertkette nach Porter, welche sich nur auf die innerbetrieblichen Stufen konzentriert, wirken sich beim Wertschöpfungskreis auch die vor- und nachgelagerten Stufen der Lieferanten (Kreditoren) und Kunden (Debitoren) unternehmensübergreifend auf die innerbetrieblichen Wertschöpfungsstufen aus.

## Aufbau
Der Wertschöpfungskreis wird gebildet aus den primären Funktionsbereichen:
- Beschaffung
- Produktion
- Absatz
- Entsorgung

Die sekundären Funktionsbereiche werden ohne nähere Spezifikation eingeschlossen (siehe Diagramm):
- Forschung & Entwicklung
- Logistik
- Personal/Organisation
- Marketing
- Controlling